# Синицький Микола Миколайович
Мико́ла Микола́йович Сини́цький (1905—1987) — радянський український ентомолог, фахівець із фізіології метеликів-шовкопрядів, професор, завідувач кафедри Української сільськогосподарської академії (зараз НУБіП).

## Біографія
М. М. Синицький народився у 1905 році у селищі (зараз місто) Зима в Іркутській області Росії. Його батьки були переселенцями. Хлопець одержав середню освіту у школі (1922) і поступив (1924) на агробіологічний факультет Київського інституту народної освіти (Київський університет). Згодом він працював доцентом Київської вищої комуністичної сільськогосподарської школи (1932—1933), завідувачем кафедри зоології і дарвінізму Київського ветеринарного інституту (1934—1941). В останньому він працював до початку війни, а потім в евакуації і після повернення ветеринарного інституту до Києва.
Захистивши кандидатську дисертацію у Московському державному університеті імені М. В. Ломоносова, він працював старшим науковим співробітником відділу експериментальної морфології Інституту зоології АН УРСР (1945—1948).
З 1948 року був завідувачем відділу акліматизації та селекції Інституту зоології, очолював групу що займалася питаннями розведення шовкопряду.
У 1957 році Микола Миколайович захистив докторську дисертацію і в 1959 році одержав звання професора.
З 1965 і до 1980 року він працював завідувачем кафедри загальної ентомології і зоології Української сільськогосподарській академії (теперішнього НУБіПУ).
1987 року М. М. Синицький помер.

## Наукова та науково-педагогічна діяльність
Основний напрямок науково-дослідної роботи М. М. Синицького — вивчення фізіології та екології китайського дубового шовкопряду. У 1950-ї роки цей вид вважався перспективним для акліматизації на Поліссі для розведення для добування натурального шовку. Групою дослідників, очолюваною М. Синицьким вдалося вивести придатну для практичного розведення у господарствах породу цих шовкопрядів — Поліський тасар. Розробка одержала схвалення Мінсільгоспу СРСР.
То були лихі для радянської науки роки, коли у біології панувала лисенківщина. Микола Миколайович не підтроимував невігластво «народного академіка», хоча і не наважувався на активну протидію йому. Як згадує видатний український генетик С. М. Гершензон, він у ті роки опинився «відлученим» від генетики і працював у складі групи М. М. Синицького. Гершензон обрав предметом своїх досліджень вірусні хвороби шовкопряда і під цим «прикриттям» продовжував генетичні дослідження. Його начальник М. Синицький не заперечував.
М. М. Синицький є автором двох монографій та численних інших наукових публікацій — статей, коротких повідомлень, методичних рекомендацій тощо. Результати досліджень він неодноразово доповідав на наукових зібраннях різного рівня. Як керівник і виконавець творчих груп він є співавтором патентів.
Під керівництвом вченого його учні підготували низку кандидатських дисертацій.

## Основні праці
- Агровказівки по вигодовуванню дубового шовкопряда в колгоспах Української РСР— К.: М-во сіл. госп-ва УРСР, 1949. [У співавторстві з П. О. Ситько, С. М. Гершензоном, К. В. Карлашем].
- Опыт разработки новых методов и приемов разведения дубового шелкопряда и их внедрение в полесских районах Украинской ССР. — К.: Издательство АН УССР, 1953. — 106 с. [У співавторстві з П. О. Ситько, С. М. Гершензоном, К. В. Карлашем].
- Разведение дубового шелкопряда. — К. : Издательство АН УССР, 1952. — 180 с. [У співавторстві з П. О. Ситько, С. М. Гершензоном, К. В. Карлашем].
- Динамика жирового обмена у куколок тутового, дубового и непарного шелкопрядов в различных экологических условиях // Вестник зоологии, 1968, № 4, с. 51–55. [У співавторстві з І. М. Кіреєвою].
- Динамика содержания белка и свободных аминокислот в гемолимфе рабочих особей медоносных пчел. — В кн.. ХХШ Между нар. конгресс по пчеловодству. Изд. Апимондии, 1971, с. 361—364. [У співавторстві з І. В. Левченко].
- Применение фитонцидов с целью повышения хозяйственно-ценных свойств тутового шелкопряда // Труды сельскохозяйственного института, 1972, т. 84, с.199-203. [У співавторстві з М. Лисенко і А. Гурєвим].
- Биотехнологический анализ коконов дубового шелкопряда Полесский тассар // Пути повышения лесного шелководства: Сб. науч. тр. УСХА. — К., 1985, с. 4–11. [У співавторстві з М. Лисенко].